# كريست مبوندي
كريست مبوندي (بالفرنسية: Christ Mbondi)‏ (2 فبراير 1992 بالكاميرون - ) هو لاعب كرة قدم كاميروني في مركز الهجوم. شارك مع منتخب الكاميرون تحت 20 سنة لكرة القدم. أما مع النوادي، فقد لعب مع شبيبة الساورة ونادي سيون ونادي باثوم يونايتد وKhon Kaen F.C. ‏.

## وصلات خارجية
- كريست مبوندي على موقع الاتحاد الدولي (مؤرشف)  (الإنجليزية)
- كريست مبوندي على موقع قاعدة بيانات كرة القدم.إي يو (الإنجليزية)
- كريست مبوندي على موقع Soccerway.com (الإنجليزية)